# Императрица Мария (линейный корабль, 1853)
«Императрица Мария» — парусный линейный корабль Черноморского флота Российской империи, находившийся в составе флота с 1853 по 1855 год, один из двух кораблей типа «Храбрый», участник Крымской войны, в том числе Синопского сражения. Во время несения службы по большей части участвовал в практических плаваниях в Чёрном море и перевозке войск, а во время обороны Севастополя был затоплен на рейде при оставлении города гарнизоном.

## Описание корабля
Один из двух парусных 84-пушечных линейных кораблей типа «Храбрый», строившихся в Николаеве с 1841 по 1853 год. Корабли этого типа являлись самыми крупными кораблями 84-пушечного ранга за всю историю флота. Водоизмещение корабля составляло 4160 тонн, длина между перпендикулярами — 61 метр, длина по гондеку — 62,8 метра, ширина — 12,3 метра, а осадка — 7,3 метра. Вооружение корабля по сведениям из различных источников составляли от 84 до 90 орудий, из них восемь 68-фунтовых бомбических орудий, от пятидесяти шести до пятидесяти восьми 36-фунтовых чугунных пушек, двадцать 24-фунтовых пушек или пушко-карронад, две 24-фунтовые, две 12-фунтовые и две 8-фунтовые карронады, два 10-фунтовых чугунных десантных «единорога» и четыре 3-фунтовых фальконета. Экипаж корабля состоял из 770 человек.
Корабль назван в честь супруги императора Павла I, императрицы Марии Фёдоровны, и был одним из двух парусных линейных кораблей российского флота, носивших это имя. До этого одноимённый корабль строился в 1827 году и также нёс службу в составе Черноморского флота.

## История службы
Линейный корабль «Императрица Мария» был заложен 23 апреля (5 мая) 1849 года на стапеле Николаевского адмиралтейства и после спуска на воду 9 (21) мая 1853 года вошёл в состав Черноморского флота России. Строительство вёл кораблестроитель подполковник Корпуса корабельных инженеров И. С. Дмитриев. В июне того же года корабль перешёл из Николаева в Севастополь.
В кампанию 1853 года 10 (22) и 11 (23) августа корабль выходил на испытания в море, а во время учебной атаки флота на Севастопольский рейд 12 (24) августа находился в составе обороняющейся стороны. В кампанию того же года с 17 (29) сентября по 2 (14) октября в составе эскадры вице-адмирала П. С. Нахимова принимал участие в перевозке войск из Севастополя в Сухум-Кале, так на корабле было перевезено 939 солдат и офицеров Белостокского полка 13-й дивизии
Принимал участие в Крымской войне, 11 (23) октября 1853 года вышел из Севастополя к анатолийскому берегу для поиска турецких судов во главе эскадры под общим командованием вице-адмирала П. С. Нахимова. С 8 (20) по 10 (22) ноября эскадра выдержала сильный шторм, а 11 (23) ноября корабли эскадры обнаружили турецкую эскадру и блокировали её в Синопе.

### «Императрица Мария» в Синопском сражении
В сражении «Императрица Мария» заходил на рейд во главе правой колонны под командованием П. С. Нахимова. Вёл перестрелку сначала с турецким флагманским фрегатом «Ауни-Аллах», а затем с фрегатом «Фазли-Аллах», которые загорелись и выбросились на берег. После этого совместно с кораблем «Париж» подавил береговую батарею № 5.
За четыре часа Синопского сражения корабль сделал 2128 выстрелов. Потери экипажа во время боя составили шестнадцать человек убитыми, 39 — ранеными, в том числе командир корабля капитан 2-го ранга П. И. Барановский был ранен в обе ноги и контужен в правый бок. Сам корабль получил 60 пробоин, а также повреждения всего такелажа, кормы, гальюна и галереи.
За отличие в сражении командир корабля 18 (30) декабря 1853 года был произведён в капитаны 1-го ранга со старшинством и награждён годовым окладом жалования.

### После Синопского сражения
После сражения из-за полученных повреждений был взят на буксир пароходофрегатом «Крым» и в сопровождении фрегатов «Кагул» и «Кулевчи» 22 ноября (4 декабря) приведён в Севастополь, где встал на ремонт. По окончании ремонта 2 (14) февраля 1854 года был выведен на рейд. После затопления на рейде 13 (25) февраля 1855 года линейных кораблей «Святослав», «Ростислав» и «Двенадцать апостолов», оставался в Севастополе в составе отряда их шести боеспособных линейных кораблей Черноморского флота, также включавшем корабли «Чесма», «Великий князь Константин», «Храбрый», «Париж» и «Ягудиил».
28 августа (9 сентября) 1855 года линейный корабль «Императрица Мария» был затоплен на Севастопольском рейде при оставлении города гарнизоном. После войны при расчистке Севастопольской бухты в 1861 году был поднят по частям.
Впоследствии корабль был изображён на картинах И. К. Айвазовского «„Императрица Мария“ во время шторма» 1892 года и его внука А. В. Ганзена «Линейный корабль „Императрица Мария“ под парусами» 1916 года.

## Командиры корабля
Командирами линейного корабля «Императрица Мария» в составе Российского императорского флота в звании капитанов 2-го ранга в разное время служили:
- П. И. Барановский (1853 год)[комм. 3][16];
- Л. И. Будищев (c 1854 года до 15 (27) июня 1855 года)[комм. 4][18][17].